# Roy McMillan
Roy David McMillan (Bonham, Texas, 17 de julio de 1929-Bonham, Texas, 2 de noviembre de 1997), más conocido como Roy McMillan, fue un jugador profesional estadounidense de béisbol que se desempeñó en la posición de campocorto en las Grandes Ligas de Béisbol (MLB). Es poseedor de tres Guantes de Oro.

## Carrera
McMillan jugó como profesional diez temporadas en Cincinnati Reds (1951-1960), después pasó a Atlanta Braves (1961-1964), luego a New York Mets, donde jugó tres temporadas (1964-1966), y fue el equipo en el que se retiró.

## Premios
Fue galardonado con el Guante de Oro en tres oportunidades (1957, 1958 y 1959).